# Gatina
Gatina – wieś w Słowenii, w gminie Grosuplje. 1 stycznia 2017 liczyła 134 mieszkańców.